# Monte San Giovanni in Sabina
Monte San Giovanni in Sabina è un comune italiano di 668 abitanti della provincia di Rieti nel Lazio.

## Geografia fisica

### Territorio
Monte San Giovanni in Sabina sorge a 728 metri di altezza sul livello del mare, su un costone dei monti Sabini. Nella parte meridionale del territorio comunale si trova la cima sui 961 m s.l.m. del Colle Pozzoneve.

### Clima
Classificazione climatica: zona E, 2690 GR/G

## Storia
Monte San Giovanni, di origine medievale, fu per molto tempo dominio degli Orsini del ramo di Monterotondo, finché nel XVII secolo passò alla diretta giurisdizione della Camera Apostolica.
Il castello (chiamato localmente anche Capo Sabina) aveva una forma circolare, andata in gran parte perduta a causa delle demolizioni di numerose abitazioni, resesi necessarie per la pestilenza del 1650 ed anche per i gravi danni procurati da un terremoto agli inizi del Settecento. Una piccola torre ed il massiccio mastio quadrato testimoniano ancora oggi la presenza dell’antico maniero medievale.

### I fatti di sangue del Venerdì Santo 1944
Il macabro eccidio avvenne il Venerdì Santo in San Michele Arcangelo del Tancia, frazione di Monte San Giovanni in Sabina. La popolazione buona, caritatevole, ospitale s’era sempre mantenuta fuori di ogni contesa, seppur nelle alture circostanti si fossero rifugiati non pochi partigiani. Il comando germanico locale, dal canto suo, lamentava alle autorità italiane ripetuti fatti d'arme millantando il barbaro assassinio di un ufficiale.
Per tutta risposta, il prefetto di Rieti per fronteggiare e rastrellare eventuali ribelli guidò lui stesso (alla testa di un manipolo di repubblichini del reatino) i guastatori tedeschi nella località interessata. Arrivarono in mattinata, quando gli uomini e qualche ragazzo si erano prudentemente allontanati alla vista del contingente, timorosi di deportazioni. Restavano tuttavia le donne ad accudire i lavori di casa e i bambini a pascere i greggi. I guastatori con violenze e maltrattamenti presero queste persone, sospingendole verso la cappella di S. Angelo, da dove dovevano assistere alla distruzione delle loro case e armenti. L’incendio fu sistematico e completo, niente fu risparmiato, gli armenti bruciati od uccisi; si sparava anche ai cani e ai gatti.
Intanto le famiglie non si smarriscono, entrano in cappella e si stringono a pregare intorno all’altare; passano così tutta la giornata, quando verso le quattro e mezzo del pomeriggio, i carnefici li strappano con violenza brutale dalla cappella portandoli fuori di un centinaio di metri. Giunti in uno spiazzaletto prospiciente la fontana del paese, lì vennero sospinti e obbligati a saltare la spinosa siepe con nuovi generi di brutalità e tormenti. Un ragazzetto che tentò la fuga, fu colpito con una fucilata e cadde una trentina di metri più in là, gli altri tutti barbaramente e brutalmente mitragliati sullo stesso posto con diniego di sepoltura.
I caduti, in numero di quindici, erano quattro mamme (una incinta di sette mesi), una bambina di due anni, due bambini di quattro e due di sei, un bambino di nove anni e una bambina di undici, una giovane di diciotto e la zia, più un vecchio infermo di ottantaquattro anni.
I tedeschi nei giorni seguenti andavano e ritornavano da trionfatori, sparando e asportando tutte le bestie che potevano trovare. Intanto i pochi superstiti, rinvenuti gli uccisi per iniziativa propria, con terrore e tremore, alla chetichella di notte per non essere sorpresi dai militi germanici, trasportarono i morti nella cappella, dove furono sepolti parecchi giorni dopo in stato di avanzata putrefazione.
I nomi e l'età delle persone trucidate:
1. Valentini Vincenzo di anni 78
2. Valentini Pasqua di anni 35
3. Valentini Dina di anni 11
4. Valentini Domenico di anni 6
5. Valentini Nello di anni 3
6. Bonacasata Aldo di anni 6
7. Bonacasata Arnesina anni 2
8. Bonacasata Angelo di anni 6
9. Bonacasata Rosa di anni 37
10. Capparella Gelsomina di anni 37
11. Carlucci Domenica di anni 66
12. Mei Vincenzo di anni 70
13. Mei Orazio Aristide di anni 73
14. Ratini Francesco di anni 76
15. Mei Zefferina di anni 42
16. Capparella Barbara di anni 55
17. Capparella Vincenza di anni 19
18. Capparella Ersilio di anni 3

## Luoghi d'interesse
- Osteria del Monte Tancia
- Monte Tancia: in una grotta non lontano dal paese sorge il celebre Santuario di San Michele Arcangelo; la vicina Rocca di Tancia invece è stata un centro abitato dal IX al XIV secolo, di cui sono ancora visibili i ruderi (in località Torraccia).
- Chiesa di San Sebastiano Martire: vi si conservano notevoli affreschi del Quattrocento e del Cinquecento che rappresentano il santo titolare con l’imperatore, Sant’Antonio Abate, San Pietro e San Paolo. Vi sono anche custodite una “Madonna del latte” ed altre opere murali.
- Palazzo comunale: ospita tredici tele del pittore seicentesco locale Giulio Bianchi raffiguranti “Gesù ed i suoi dodici Apostoli”.
- Parrocchiale di San Giovanni Evangelista: è parzialmente costruita sui resti della fortificazione medievale. Al suo interno si trovano una cinquecentesca “Vergine con Bambino” di scuola umbro-romana ed il monumento sepolcrale a Giovanni Gentile, opera del romano Tadolini, che fu legato pontificio presso il granducato di Toscana. Sotto l’altare maggiore, vestito da guerriero, è il corpo di San Generoso Martire, patrono del paese, tratto dalle catacombe di Roma. Vuole una leggenda che il corpo del santo sia stato trafugato dai reatini, gelosi dei numerosi miracoli, e che fu grande la sorpresa dei trafugatori quando trovarono l’urna deserta ed il corpo del santo tornato a Monte San Giovanni.

## Società

### Evoluzione demografica
Abitanti censiti

## Amministrazione
Nel 1923 passa dalla provincia di Perugia in Umbria, alla provincia di Roma nel Lazio, e nel 1927, a seguito del riordino delle circoscrizioni provinciali stabilito dal regio decreto n. 1 del 2 gennaio 1927, per volontà del governo fascista, quando venne istituita la provincia di Rieti, Monte San Giovanni Sabino passa a quella di Rieti.
| Periodo | Periodo   | Primo Cittadino     | Partito                     | Carica  | Note |
| ------- | --------- | ------------------- | --------------------------- | ------- | ---- |
| 1946    | 1948      | Elio Tomassi        |                             | Sindaco |      |
| 1948    | 1949      | Arnaldo Antonetti   |                             | Sindaco |      |
| 1949    | 1958      | Arnaldo Antonetti   |                             | Sindaco |      |
| 1958    | 1967      | Tullio Palmieri     |                             | Sindaco |      |
| 1967    | 1975      | Filippo Antonetti   |                             | Sindaco |      |
| 1975    | 1981      | Mario Sergola       |                             | Sindaco |      |
| 1981    | 1985      | Renato Avicenna     |                             | Sindaco |      |
| 1985    | 1990      | Claudio P. Aleandri |                             | Sindaco |      |
| 1990    | 1995      | Livio Sabetta       |                             | Sindaco |      |
| 1995    | 1999      | Livio Sabetta       | lista civica                | Sindaco |      |
| 1999    | 2004      | Sandro Orlando      | lista civica                | Sindaco |      |
| 2004    | 2009      | Renato Avicenna     | lista civica                | Sindaco |      |
| 2009    | 2014      | Renato Avicenna     | lista civica                | Sindaco |      |
| 2014    | 2019      | Salvatore Mei       | lista civica Tra la gente   | Sindaco |      |
| 2019    | 2024      | Salvatore Mei       | lista civica Tra la gente   | Sindaco |      |
| 2024    | in carica | Marcella Santoni    | lista civica Creare insieme | Sindaco |      |

### Altre informazioni amministrative
- Fa parte della Comunità montana Montepiano Reatino